# Grand Prix-wegrace van Spanje 1988
De Grand Prix-wegrace van Spanje 1988 was de derde race van het wereldkampioenschap wegrace voor motorfietsen in het seizoen 1988. De races werden verreden op 24 april 1988 op het Circuito Permanente del Jarama nabij Madrid. In Jarama reden alleen de soloklassen: 80-, 125,- 250- en 500 cc. 

## Algemeen
In Spanje boekte Kevin Magee zijn eerste WK-overwinning. Jorge Martínez slaagde niet in zijn plan om twee klassen te winnen. In de 125cc-klasse debuteerden de eencilinders omdat deze klasse net als de 80cc-klasse voor het eerst in 1988 aan de start kwam. Door de invoering van de eencilinders verdween de populaire MBA van het toneel en moesten de meeste privérijders een nieuwe racer kopen, in bijna alle gevallen een Honda RS 125. 

## 500cc-klasse

### De training
Tijdens de 500cc-training waren er veel valpartijen, vooral te wijten aan de coureurs zelf, maar de baan was ook nog wat glad door het vele rubber dat door een autorace drie weken eerder was neergelegd. Wayne Gardner had weer veel moeite met de vermogensafgifte van de Honda NSR 500. Gecombineerd met zijn rijstijl zorgde dat ervoor dat zijn achterwiel regelmatig doorspinde. Dat gaf kansen voor de Yamaha-rijders, waarvan Kevin Magee de snelste was. De 500cc-klasse was de enige klasse waarin Spanje de poleposition niet haalde, maar de enige Spanjaard was dan ook Daniel Amatriaín, een privérijder met een Honda RS 500-productieracer die de zestiende tijd realiseerde.

#### Trainingstijden
| Pos | Coureur             | Merk                        | Tijd     |
| --- | ------------------- | --------------------------- | -------- |
| 1.  | Kevin Magee         | Roberts-Lucky Strike-Yamaha | 1"27'148 |
| 2.  | Eddie Lawson        | Agostini-Marlboro-Yamaha    | 1"27'352 |
| 3.  | Christian Sarron    | Gauloises-Sonauto-Yamaha    | 1"27'629 |
| 4.  | Wayne Gardner       | Rothmans-HRC-Honda          | 1"27'694 |
| 5.  | Wayne Rainey        | Roberts-Lucky Strike-Yamaha | 1"27'756 |
| 6.  | Kevin Schwantz      | Pepsi-Suzuki                | 1"28'087 |
| 7.  | Niall Mackenzie     | Gallina-HB-HRC-Honda        | 1"28'126 |
| 8.  | Didier de Radiguès  | Agostini-Marlboro-Yamaha    | 1"28'571 |
| 9.  | Tadahiko Taira      | Tech 21-Yamaha              | 1"28'657 |
| 10. | Pierfrancesco Chili | Gallina-HB-HRC-Honda        | 1"28'836 |

### De race
Bij de start was Eddie Lawson de snelste. Hij wist zelfs enkele seconden voorsprong te nemen op Pierfrancesco Chili, Christian Sarron, Wayne Gardner en Kevin Magee. Kevin Schwantz werd vanaf het begin door iedereen voorbijgereden en staakte de strijd na elf ronden door een losse bougiekap. Na tien ronden nam Magee de derde plaats over van Wayne Gardner en even later kreeg hij ook Sarron te pakken. Na achttien ronden moest ook Eddie Lawson het hoofd buigen voor Magee, die echter niet van hem weg kon lopen en met slechts een halve seconde voorsprong won. Gardner had ondanks extra luchthappers op de remklauwen toch remproblemen. Lawson had geen enkel probleem. Hij verklaarde zelf dat zijn machine uitstekend liep en perfect stuurde, maar dat Magee gewoon de betere rijder was. 

#### Uitslag 500cc-klasse
| Pos | Coureur             | Merk                        | Ronden | Tijd      | Grid | Punten |
| --- | ------------------- | --------------------------- | ------ | --------- | ---- | ------ |
| 1   | Kevin Magee         | Roberts-Lucky Strike-Yamaha | 37     | 54"52'476 | 1    | 20     |
| 2   | Eddie Lawson        | Agostini-Marlboro-Yamaha    | 37     | +0'526    | 2    | 17     |
| 3   | Wayne Gardner       | Rothmans-HRC-Honda          | 37     | +11'625   | 4    | 15     |
| 4   | Christian Sarron    | Gauloises-Sonauto-Yamaha    | 37     | +17'452   | 3    | 13     |
| 5   | Niall Mackenzie     | Gallina-HB-HRC-Honda        | 37     | +26'990   | 7    | 11     |
| 6   | Wayne Rainey        | Roberts-Lucky Strike-Yamaha | 37     | +39'743   | 5    | 10     |
| 7   | Pierfrancesco Chili | Gallina-HB-HRC-Honda        | 37     | +1"12'080 | 10   | 9      |
| 8   | Didier de Radiguès  | Agostini-Marlboro-Yamaha    | 37     | +1"12'903 | 8    | 8      |
| 9   | Shunji Yatsushiro   | Rothmans-HRC-Honda          | 36     | +1 ronde  | 12   | 7      |
| 10  | Ron Haslam          | ELF-HRC-Honda               | 36     | +1 ronde  | 13   | 6      |
| 11  | Massimo Broccoli    | Cagiva                      | 36     | +1 ronde  | 13   | 5      |
| 12  | Raymond Roche       | Cagiva                      | 36     | +1 ronde  | 18   | 4      |
| 13  | Rob McElnea         | Pepsi-Suzuki                | 36     | +1 ronde  | 14   | 3      |
| 14  | Daniel Amatriaín    | Honda                       | 36     | +1 ronde  | 16   | 2      |
| 15  | Bruno Kneubühler    | Honda                       | 36     | +1 ronde  | 20   | 1      |
| 16  | Steve Manley        | Suzuki                      | 35     | +2 ronden | 25   |        |
| 17  | Rachel Nicotte      | Honda                       | 35     | +2 ronden | 24   |        |
| 18  | Fabio Barchitta     | Katayama-ELF-HRC-Honda      | 35     | +2 ronden | 26   |        |
| 19  | Niggi Schmassmann   | Honda                       | 35     | +2 ronden | 31   |        |
| 20  | Jean-Luc Demierre   | Suzuki                      | 35     | +2 ronden | 28   |        |
| 21  | Maarten Duyzers     | HDJ-Honda                   | 34     | +3 ronden | 29   |        |
| 22  | Christoph Bürki     | Honda                       | 34     | +3 ronden | 33   |        |

#### Niet gefinished
| Coureur             | Merk                 | Ronden | Oorzaak         | Grid |
| ------------------- | -------------------- | ------ | --------------- | ---- |
| Marco Papa          | Honda                | 35     |                 | 21   |
| Ian Pratt           | Suzuki               | 26     |                 | 36   |
| Gustav Reiner       | Hein Gericke-Honda   | 25     | Versnellingsbak | 15   |
| Andreas Leuthe      | Suzuki               | 16     |                 | 30   |
| Eddie Laycock       | Honda                | 12     |                 | 27   |
| Wolfgang von Muralt | Suzuki               | 11     | Val             | 19   |
| Kevin Schwantz      | Pepsi-Suzuki         | 11     | Ontsteking      | 6    |
| Fabio Biliotti      | Paton                | 8      |                 | 23   |
| Mike Baldwin        | Katayama-ELF-Honda   | 8      | Val             | 11   |
| Marco Gentile       | Fior-Marlboro-Yamaha | 6      |                 | 22   |
| Claude Albert       | Suzuki               | 3      |                 | 35   |
| Vincenzo Cascino    | Honda                | 3      |                 | 34   |

#### Niet gestart
| Coureur        | Merk           | Grid | Oorzaak  |
| -------------- | -------------- | ---- | -------- |
| Tadahiko Taira | Tech 21-Yamaha | 9    | Blessure |
| Silvo Habat    | Suzuki         | 32   |          |

#### Niet gekwalificeerd
| Coureur        | Merk   |
| -------------- | ------ |
| Josef Doppler  | Honda  |
| Larry Vacondio | Suzuki |
| Tony Carey     | Suzuki |

#### Niet deelgenomen
| Coureur           | Merk                     | Oorzaak      |
| ----------------- | ------------------------ | ------------ |
| Randy Mamola      | Cagiva                   | Blessure (?) |
| Patrick Igoa      | Gauloises-Sonauto-Yamaha | Blessure     |
| Alessandro Valesi | Honda                    |              |

### Top tien tussenstand 500cc-klasse
| Pos | Coureur            | Merk                        | Ptn |
| --- | ------------------ | --------------------------- | --- |
| 1   | Eddie Lawson       | Agostini-Marlboro-Yamaha    | 52  |
| 2   | Wayne Gardner      | Rothmans-HRC-Honda          | 49  |
| 3   | Niall Mackenzie    | Gallina-HB-HRC-Honda        | 39  |
| 4   | Wayne Rainey       | Roberts-Lucky Strike-Yamaha | 33  |
| 5   | Kevin Schwantz     | Pepsi-Suzuki                | 31  |
| 5   | Christian Sarron   | Gauloises-Sonauto-Yamaha    | 31  |
| 7   | Kevin Magee        | Roberts-Lucky Strike-Yamaha | 29  |
| 8   | Didier de Radiguès | Agostini-Marlboro-Yamaha    | 23  |
| 9   | Ron Haslam         | ELF-HRC-Honda               | 19  |
| 10  | Shunji Yatsushiro  | Rothmans-HRC-Honda          | 13  |

## 250cc-klasse

### De training
In de 250cc-training ging het vooral tussen de Spaanse renstallen van Ducados met Carlos Cardús en Juan Garriga en Campsa met Sito Pons. Uiteindelijk behaalde Cardús poleposition voor Pons en Jacques Cornu. 

#### Trainingstijden
| Pos | Coureur             | Merk                    | Tijd     |
| --- | ------------------- | ----------------------- | -------- |
| 1.  | Carlos Cardús       | Nieto-Ducados-HRC-Honda | 1"29'507 |
| 2.  | Sito Pons           | Campsa-HRC-Honda        | 1"29'620 |
| 3.  | Jacques Cornu       | Parisienne-HRC-Honda    | 1"29'771 |
| 4.  | Juan Garriga        | Nieto-Ducados-Yamaha    | 1"29'773 |
| 5.  | Toni Mang           | Rothmans-HRC-Honda      | 1"29'795 |
| 6.  | Carlos Lavado       | HB-Venemotos-Yamaha     | 1"29'945 |
| 7.  | Reinhold Roth       | HB-HRC-Honda            | 1"29'950 |
| 8.  | Dominique Sarron    | Rothmans-HRC-Honda      | 1"30'131 |
| 9.  | Loris Reggiani      | Aprilia-Rotax           | 1"30'173 |
| 10. | Jean-François Baldé | Defi-Rotax              | 1"30'191 |

### De race
Drie Spanjaarden stonden op de eerste startrij, maar Carlos Cardús viel al in de eerste bocht, waarbij zijn helm van zijn hoofd vloog. Hij werd per helikopter afgevoerd naar het ziekenhuis in Madrid. Intussen bouwde Sito Pons binnen drie ronden al een voorsprong op van zes seconden op Toni Mang, Jacques Cornu, Reinhold Roth, Masahiro Shimizu en daarachter pas Juan Garriga. Die grote voorsprong van Pons was grotendeels te wijten aan de val van Cardús, die de rest had opgehouden. De felste achtervolgers waren Toni Mang die dat moest bekopen met een valpartij, en Jean-Philippe Ruggia, die ver achterop was geraakt toen hij Cardús moest ontwijken. Met zijn Yamaha TZ 250-productieracer passeerde hij het grootste deel van het veld, terwijl ook Garriga snel naar voren ging. Pons was echter niet meer te achterhalen. Garriga werd tweede en Ruggia derde. 

#### Uitslag 250cc-klasse
| Pos | Coureur                   | Merk                     | Tijd     | Grid | Punten |
| --- | ------------------------- | ------------------------ | -------- | ---- | ------ |
| 1   | Sito Pons                 | Campsa-HRC-Honda         | 46"59'80 | 2    | 20     |
| 2   | Juan Garriga              | Nieto-Ducados-Yamaha     | +7'44    | 4    | 17     |
| 3   | Jean-Philippe Ruggia      | Gauloises-Sonauto-Yamaha | +9'31    | 11   | 15     |
| 4   | Jacques Cornu             | Parisienne-HRC-Honda     | +18'85   | 3    | 13     |
| 5   | Masahiro Shimizu          | Terra-HRC-Honda          | +26'53   | 17   | 11     |
| 6   | Reinhold Roth             | HB-HRC-Honda             | +29'14   | 7    | 10     |
| 7   | Luca Cadalora             | Agostini-Marlboro-Yamaha | +36'68   | 12   | 9      |
| 8   | Donnie McLeod             | 7Up-EMC-Rotax            | +42'27   | 14   | 8      |
| 9   | Martin Wimmer             | Fath-Hein Gericke-Yamaha | +42'79   | 16   | 7      |
| 10  | Manfred Herweh            | Levior-Yamaha            | +43'57   | 13   | 6      |
| 11  | August Auinger            | Aprilia-Rotax            | +44'59   | 25   | 5      |
| 12  | Jean-Michel Mattioli      | Docshop-Yamaha           | +53'19   | 15   | 4      |
| 13  | Maurizio Vitali           | Yamaha                   | +57'29   | 24   | 3      |
| 14  | Alberto Puig              | Nieto-Ducados-Yamaha     | +57'80   | 22   | 2      |
| 15  | Harald Eckl               | Römer-Aprilia-Rotax      | +59'97   | 27   | 1      |
| 16  | Stefano Caracchi          | Honda                    | +1"00'20 | 21   |        |
| 17  | Thierry Rapicault         | Fior-Rotax               | +1"17'11 | 29   |        |
| 18  | Javier Cardelús           | Aprilia-Rotax            | +1"21'67 | 20   |        |
| 19  | Kevin Mitchell            | Yamaha                   | +1"22'19 | 34   |        |
| 20  | Alain Bronec              | Honda                    | +1"22'38 | 32   |        |
| 21  | Guy Bertin                | Yamaha                   | +1"30'50 | 35   |        |
| 22  | Patrick van den Goorbergh | Grundig-Honda            | +1 ronde | 28   |        |
| 23  | Gary Cowan                | Yamaha                   | +1 ronde | 36   |        |

#### Niet gefinished
| Coureur             | Merk                    | Oorzaak         | Grid |
| ------------------- | ----------------------- | --------------- | ---- |
| Carlos Cardús       | Nieto-Ducados-HRC-Honda | Val             | 1    |
| Toni Mang           | Rothmans-HRC-Honda      | Val             | 5    |
| Carlos Lavado       | HB-Venemotos-Yamaha     | Versnellingsbak | 6    |
| Dominique Sarron    | Rothmans-HRC-Honda      | Val             | 8    |
| Loris Reggiani      | Aprilia-Rotax           | Motor           | 9    |
| Jean-François Baldé | Defi-Rotax              | Motor           | 10   |
| Bruno Casanova      | FMI-Aprilia-Rotax       |                 | 18   |
| Iván Palazzese      | Yamaha                  |                 | 19   |
| Engelbert Neumair   | Aprilia-Rotax           |                 | 23   |
| Paolo Casoli        | Pileri-AGV-Garelli      |                 | 26   |
| Massimo Matteoni    | Yamaha                  |                 | 30   |
| Urs Lüzi            | Honda                   |                 | 31   |
| Helmut Bradl        | Honda                   |                 | 33   |

#### Niet gekwalificeerd
| Coureur            | Merk           |
| ------------------ | -------------- |
| Christian Boudinot | Fior-Rotax     |
| Bruno Bonhuil      | Honda          |
| René Delaby        | Docshop-Yamaha |
| Urs Jücker         | Yamaha         |
| Jochen Schmid      | Honda          |
| Bernard Haenggeli  | Honda          |
| Hans Lindner       | Honda          |
| Siegfried Minich   | Yamaha         |
| Juan López Mella   | Honda          |
| Jean Foray         | Yamaha         |
| Juan Bravo         | Honda          |
| Hervé Duffard      | Honda          |
| René Zanata        | Yamaha         |
| Ivan Troisi        | Yamaha         |
| Eddie Laycock      | EMC-Rotax      |
| Roland Busch       | Yamaha         |

### Top tien tussenstand 250cc-klasse
| Pos | Coureur              | Merk                        | Ptn |
| --- | -------------------- | --------------------------- | --- |
| 1   | Sito Pons            | Campsa-HRC-Honda            | 54  |
| 2   | Jacques Cornu        | Parisienne-HRC-Honda        | 35  |
| 3   | Juan Garriga         | Nieto-Ducados-Yamaha        | 33  |
| 4   | Toni Mang            | Rothmans-HRC-Honda          | 28  |
| 5   | Jean-Philippe Ruggia | Gauloises-Sonauto-Yamaha    | 27  |
| 6   | John Kocinski        | Roberts-Lucky Strike-Yamaha | 24  |
| 7   | Jim Filice           | HRC-Honda                   | 20  |
| 8   | Luca Cadalora        | Agostini-Marlboro-Yamaha    | 19  |
| 9   | Reinhold Roth        | HB-HRC-Honda                | 17  |
| 10  | Masaru Kobayashi     | Terra-HRC-Honda             | 15  |
| 10  | Dominique Sarron     | Rothmans-HRC-Honda          | 15  |

## 125cc-klasse

### De training
De 125cc-klasse debuteerde in Spanje met de eencilinders, die dit jaar verplicht waren. Er waren maar weinig coureurs die al ervaring met de eencilinders hadden. Ezio Gianola profiteerde van het feit dat hij de Honda RS 125 al in het seizoen 1987 gereden had en hij zette de tweede trainingstijd. Jorge Martínez was de snelste in de training, maar hij had ook al ervaring met de Derbi-eencilinder omdat hij al twee Spaanse races gereden en gewonnen had. Voor Cagiva werd de training een grote teleurstelling: Ian McConnachie en Pier Paolo Bianchi kwalificeerden zich niet. 

#### Trainingstijden
| Pos | Coureur           | Merk                | Tijd     |
| --- | ----------------- | ------------------- | -------- |
| 1.  | Jorge Martínez    | Nieto-Ducados-Derbi | 1"35'550 |
| 2.  | Ezio Gianola      | Honda               | 1"36'128 |
| 3.  | Johnny Wickström  | Honda               | 1"36'680 |
| 4.  | Fausto Gresini    | Pileri-AGV-Garelli  | 1"36'707 |
| 5.  | Julián Miralles   | Nieto-Ducados-Honda | 1"36'977 |
| 6.  | Gastone Grassetti | Honda               | 1"37'133 |
| 7.  | Luis Miguel Reyes | Pileri-AGV-Garelli  | 1"37'519 |
| 8.  | Hans Spaan        | Samson-Sharp-Honda  | 1"37'641 |
| 9.  | Lucio Pietroniro  | Honda               | 1"37'578 |
| 10. | Stefan Dörflinger | Marlboro-Honda      | 1"37'678 |

### De race
Na de start gingen Jorge Martínez en Ezio Gianola er samen vandoor, achtervolgd door Gastone Grassetti, Johnny Wickström, Gerhard Waibel, Adi Stadler en Fausto Gresini. Julián Miralles startte slecht en moest aan een inhaalrace beginnen, maar hij slaagde daar goed in. Uiteindelijk wist hij de achtervolgende groep te passeren, maar de koplopers waren te ver weg. Hij werd alsnog tweede omdat Gianola een ronde voor het einde door een gebroken schakelas uitviel. 

#### Uitslag 125cc-klasse
| Pos | Coureur              | Merk                | Tijd      | Grid | Punten |
| --- | -------------------- | ------------------- | --------- | ---- | ------ |
| 1   | Jorge Martínez       | Nieto-Ducados-Derbi | 45"20'860 | 1    | 20     |
| 2   | Julián Miralles      | Nieto-Ducados-Honda | +17'400   | 5    | 17     |
| 3   | Gastone Grassetti    | Honda               | +19'890   | 6    | 15     |
| 4   | Fausto Gresini       | Pileri-AGV-Garelli  | +20'120   | 4    | 13     |
| 5   | Adi Stadler          | Honda               | +22'040   | 11   | 11     |
| 6   | Gerhard Waibel       | Honda               | +35'800   | 13   | 10     |
| 7   | Hisashi Unemoto      | Fukuda-Honda        | +35'940   | 17   | 9      |
| 8   | Lucio Pietroniro     | Honda               | +38'800   | 9    | 8      |
| 9   | Kohji Takada         | Fukuda-Honda        | +38'980   | 12   | 7      |
| 10  | Hans Spaan           | Samson-Sharp-Honda  | +50'530   | 8    | 6      |
| 11  | Heinz Lüthi          | Honda               | +52'290   | 24   | 5      |
| 12  | Manuel Hernández     | Honda               | +54'920   | 29   | 4      |
| 13  | Stefan Prein         | Honda               | +1"03'710 | 15   | 3      |
| 14  | Stefan Dörflinger    | Marlboro-Honda      | +1"14'520 | 10   | 2      |
| 15  | Paul Bordes          | Honda               | +1"31'980 | 23   | 1      |
| 16  | Juan Ramon Bolart    | JJ Cobas-Rotax      | +1"32'230 | 22   |        |
| 17  | Mandy Fischer        | Noki-Rotax          | +1"35'890 | 21   |        |
| 18  | Krzysztof Galatowicz | Honda               | +1"48'090 | 26   |        |
| 19  | Claudio Macciotta    | Honda               | +1 ronde  | 30   |        |
| 20  | Bady Hassaine        | Honda               | +1 ronde  | 27   |        |
| 21  | Thierry Feuz         | Ferac-Rotax         | +1 ronde  | 34   |        |
| 22  | Robin Appleyard      | Honda               | +1 ronde  | 33   |        |
| 23  | Stefano Bianchi      | Cardati             | +1 ronde  | 31   |        |
| 24  | Pascal Serra         | Honda               | +1 ronde  | 35   |        |
| 25  | K.D. Kindle          | Honda               | +1 ronde  | 28   |        |

#### Niet gefinished
| Coureur            | Merk                | Oorzaak   | Grid |
| ------------------ | ------------------- | --------- | ---- |
| Ezio Gianola       | Honda               | Schakelas | 2    |
| Esa Kytölä         | Honda               |           | 18   |
| Corrado Catalano   | Aprilia-Rotax       |           | 25   |
| Johnny Wickström   | Honda               | Val       | 3    |
| Mike Leitner       | LCR-Rotax           |           | 16   |
| Manuel Herreros    | Nieto-Ducados-Derbi |           | 19   |
| Rafael Roses       | Matrakit            |           | 14   |
| Fernando Nicolas   | JJ Cobas-Rotax      |           | 36   |
| Andrés Sánchez     | Rotax               |           | 32   |
| Jean-Claude Selini | Honda               |           | 20   |
| Luis Miguel Reyes  | Pileri-AGV-Garelli  |           | 7    |

#### Niet gekwalificeerd
| Coureur              | Merk   |
| -------------------- | ------ |
| Pier Paolo Bianchi   | Cagiva |
| Ian McConnachie      | Cagiva |
| Serge Julin          | Rotax  |
| Jussi Hautaniemi     | Honda  |
| Karl Dauer           | Hummel |
| Christian Le Badezet | Honda  |
| Taru Rinne           | Honda  |
| Hubert Abold         | Honda  |
| Håkan Olsson         | Honda  |
| Marco Cipriani       | Honda  |
| Günther Schirnhofer  | Honda  |
| Paolo Scappini       | Honda  |
| Jos van Dongen       | Honda  |
| Robin Milton         | Rotax  |
| Peter Baláz          | Honda  |
| Daniel Lanz          | Rotax  |
| Flemming Kistrup     | Hummel |
| Stuart Edwards       | Honda  |
| Reiner Koster        | Rotax  |
| Dario Marchetti      | Honda  |
| Chris Baert          | Honda  |

### Top tien tussenstand 125cc-klasse
Conform wedstrijduitslag

## 80cc-klasse

### De training
Ook in de 80cc-training was Jorge Martínez de snelste, maar Stefan Dörflinger had zijn frame verbeterd en nieuwe carters voor zijn Krauser en behaalde de tweede startplaats. Opvallend was ook de prestatie van Károly Juhász, die de derde tijd reed. 

#### Trainingstijden
| Pos | Coureur            | Merk                 | Tijd     |
| --- | ------------------ | -------------------- | -------- |
| 1.  | Jorge Martínez     | Nieto-Ducados-Derbi  | 1"38'328 |
| 2.  | Stefan Dörflinger  | Marlboro-LCR-Krauser | 1"39'239 |
| 3.  | Károly Juhász      | Krauser              | 1"40'565 |
| 4.  | Àlex Crivillé      | Nieto-Ducados-Derbi  | 1"40'831 |
| 5.  | Herri Torrontegui  | Autisa               | 1"40'831 |
| 6.  | Manuel Herreros    | Nieto-Ducados-Derbi  | 1"41'053 |
| 7.  | Peter Öttl         | Pichler-Krauser      | 1"42'055 |
| 8.  | Hubert Abold       | Krauser              | 1"43'419 |
| 9.  | Giuseppe Ascareggi | BBFT                 | 1"43'466 |
| 10. | Ian McConnachie    | Autisa               | 1"43'963 |

### De race
Stefan Dörflinger startte slecht en daardoor leek het er lang op dat Jorge Martínez na de 125cc-race zijn tweede overwinning van de dag zou scoren. Dörflinger vocht zich echter snel naar voren en vijf ronden voor het einde passeerde hij Martínez. Die vocht zich nog één keer terug, maar moest Dörflinger met zijn beter sturende Krauser uiteindelijk laten gaan. Àlex Crivillé zorgde ervoor dat er toch twee Spanjaarden op het podium stonden. Opmerkelijk waren de prestaties van de rijders uit het Oostblok. De Hongaar Károly Juhász werd zevende en de Bulgaar Bogdan Nikolov werd achtste. 

#### Uitslag 80cc-klasse
| Pos | Coureur            | Merk                 | Tijd      | Grid | Punten |
| --- | ------------------ | -------------------- | --------- | ---- | ------ |
| 1   | Stefan Dörflinger  | Marlboro-LCR-Krauser | 36"58'810 | 2    | 20     |
| 2   | Jorge Martínez     | Nieto-Ducados-Derbi  | +5'120    | 1    | 17     |
| 3   | Àlex Crivillé      | Nieto-Ducados-Derbi  | +7'040    | 4    | 15     |
| 4   | Manuel Herreros    | Nieto-Ducados-Derbi  | +21'530   | 6    | 13     |
| 5   | Peter Öttl         | Pichler-Krauser      | +45'200   | 7    | 11     |
| 6   | Herri Torrontegui  | Autisa               | +45'580   | 5    | 10     |
| 7   | Károly Juhász      | Krauser              | +51'610   | 3    | 9      |
| 8   | Bogdan Nikolov     | Krauser              | +1"21'340 | 11   | 8      |
| 9   | Serge Julin        | Casal                | +1"34'440 | 14   | 7      |
| 10  | Ian McConnachie    | Autisa               | +1"34'710 | 10   | 6      |
| 11  | Jos van Dongen     | Rekro-Casal          | +1 ronde  | 15   | 5      |
| 12  | Günter Schirnhofer | Krauser              | +1 ronde  | 13   | 4      |
| 13  | Jacques Bernard    | Fantic               | +1 ronde  | 20   | 3      |
| 14  | Hubert Abold       | Krauser              | +1 ronde  | 8    | 2      |
| 15  | Javier Arumi       | Krauser              | +1 ronde  | 26   | 1      |
| 16  | Reiner Koster      | LCR-Casal            | +1 ronde  | 18   |        |
| 17  | Adrie Nijenhuis    | Samson-Casal         | +1 ronde  | 22   |        |
| 18  | Antonio Sánchez    | JJ Cobas-Rotax       | +1 ronde  | 33   |        |
| 19  | Jorge Cabanes      | Autisa               | +1 ronde  | 32   |        |
| 20  | José Saez          | Autisa               | +1 ronde  | 30   |        |
| 21  | Juan Esteve        | Autisa               | +2 ronden | 31   |        |
| 22  | Philippe Desmet    | Autisa               | +2 ronden | 34   |        |
| 23  | Dennis Batchelor   | Krauser              | +2 ronden | 36   |        |

#### Niet gefinished
| Coureur            | Merk           | Oorzaak | Grid |
| ------------------ | -------------- | ------- | ---- |
| Giuseppe Ascareggi | BBFT           |         | 9    |
| Jaime Mariano      | JJ Cobas-Rotax |         | 17   |
| Heinz Paschen      | Casal          |         | 23   |
| Gabriele Gnani     | Gnani          |         | 12   |
| Stefan Brägger     | Casal          |         | 24   |
| José Sangrador     | Autisa         |         | 35   |
| Emilio Palencia    | Arbizu         |         | 28   |
| Joaquin Gali       | Krauser        |         | 29   |
| Salvatore Milano   | Krauser        |         | 27   |
| Paul Bordes        | RB             |         | 25   |
| Stuart Edwards     | Casal          |         | 21   |
| René Dünki         | Krauser        |         | 16   |
| Paolo Priori       | Krauser        |         | 19   |

#### Niet gekwalificeerd
| Coureur      | Merk    |
| ------------ | ------- |
| Chris Baert  | Casal   |
| Thomas Engl  | Krauser |
| Fabriche Roy | Autisa  |
| Juan Escuder | Autisa  |
| Luis Metello | Autisa  |

### Top tien tussenstand 80cc-klasse
Conform wedstrijduitslag

## Trivia

### Randy Mamola en Cagiva
Randy Mamola had afgezien van deelname aan de Amerikaanse Grand Prix omdat hij na een val in de training even buiten bewustzijn was geweest. Dit gaf men ook aan als de oorzaak van het feit dat hij ook in Jarama niet startte. Mamola had intussen echter wel getest in Misano. Wel was duidelijk dat het niet goed boterde tussen Mamola en zijn nieuwe team Cagiva. Mamola wilde eerst een vergelijkende test doen met de Pirelli-banden die Cagiva gebruikte en andere banden. 

### Mike Baldwin
Mike Baldwin had geen contract in 1988, maar mocht in de Amerikaanse Grand Prix voor het Team Katayama starten met de 1986-HRC-Honda driecilinder NS 500 van de geblesseerde Fabio Barchitta. Bij de terugkeer van Barchitta moest Baldwin de machine teruggeven, maar Katayama regelde een Honda RS 500 productieracer voor hem zodat hij in de kleuren van Katayama kon blijven rijden.